# 聖公會耶路撒冷教區
聖公會耶路撒冷教區（英語：Diocese of Jerusalem），是聖公宗以基督教聖城耶路撒冷為中心的一個教區。屬耶路撒冷及中東聖公會。
教區範圍包括巴勒斯坦、以色列、約旦、黎巴嫩及敘利亞。有教友7,000名。由卅名牧師名管理廿五個堂區。現任教區主教為霍珊‧納鴻。
1833年聖公會來到聖地傳教。1841年派出首任主教。1957年升為大主教區。1974年降格為教區。